# Nadalama (Kehtna)
Nadalama – wieś w Estonii, w prowincji Rapla, w gminie Kehtna.